# Villerupt
Villerupt – miejscowość i gmina we Francji, w regionie Grand Est, w departamencie Meurthe i Mozela.
Według danych na rok 1990 gminę zamieszkiwało 10 070 osób, a gęstość zaludnienia wynosiła 1535 osób/km² (wśród 2335 gmin Lotaryngii Villerupt plasuje się na 31. miejscu pod względem liczby ludności, natomiast pod względem powierzchni na miejscu 872.).